# Дом Т. А. Войткевич
Дом Т. А. Войткевич — памятник градостроительства и архитектуры в историческом районе Започаинье Нижнего Новгорода. Построен в несколько этапов в 1872—1899 годах. Автор первоначального проекта неизвестен.
Изначально деревянное здание, с резным декором в стиле академической эклектики и элементами народного зодчества, было перестроено в конце XIX века и скрыто за лепным штукатурным декором, из-за чего дом производит обманчивое впечатление каменной постройки.

## История
Территория старинной усадьбы, на которой расположен дом, находится в Започаинской части (Ильинской слободе) Нижнего Новгорода, примыкая к Почаинскому оврагу. Застройка восточной стороны Ильинской улицы в XIX веке прерывалась отвершком Почаинского оврага, выходившим к улице как раз на месте домовладения. Из-за неудобности участка, ещё в середине века он был пустопорожним.
История домовладения прослеживается с 1870-х годов. В то время оно принадлежало дворянке Теофиль (Феофиле) Александровне Войткевич. На тот момент часть отвершка оврага уже была засыпана. В 1872 году для Т. А. Войткевич был разработан проект деревянного двухэтажного дома с подвальным полуэтажом. Чертежи выполнил чертёжник Иван Ершевский, но назвать его автором проекта нельзя, так как в то время чертёжники воплощали на бумаге замыслы архитекторов. Проект был рассмотрен в строительном столе Нижегородской городской управы, одобрен и подписан архитектором Н. А. Фрелихом. Привязку плана к местности взял на себя помощник архитектора Ф. Н. Валин. 31 марта 1872 года было разрешено строительство по проекту.
Был выстроен деревянный дом на каменном полуподвальном этаже, основной объём которого имел четыре оси света по главному фасаду, с четырёхскатной крышей. Осью симметрии служило круглое чердачное окно треугольного дощатого фронтона. Справа к дому примыкал объём входного тамбура (сеней) с открытой верандой по второму этажу. Дом украшала деревянная пропильная резьба (наличники окон, карнизы, навес над входом), выполненная в духе эклектики с элементами народного творчества. В глубине участка были выстроены небольшие деревянные службы и погреб.
В 1882 году усадьба перешла во владение нижегородского купца Г. В. Пачкунова. В период 1896—1899 годов на участке была возведена каменная палатка и перестроен дом, который приобрёл существующий вид. Здание стало более репрезентативным, фасады приобрели эклектичный штукатурный и лепной декор. Была ликвидирована веранда, на её месте выстроили жилое помещение. Фасад дома стал пятиосевым. Изменение внешнего облика свидетельствовало о желании хозяина усадьбы замаскировать деревянный материал дома и придать зданию парадность, показав степень своего благосостояния.
В начале XX века усадьбу унаследовали М. Г. и И. Г. Пачкуновы. За ними числились дом, палатка и службы. В 1915—1918 годах усадьба числилась за А. Н. Пачкуновой. В 1918 году была экспроприирована советскими властями Нижнего Новгорода.